# Singoli al numero uno nella Billboard Hot 100 nel 2021

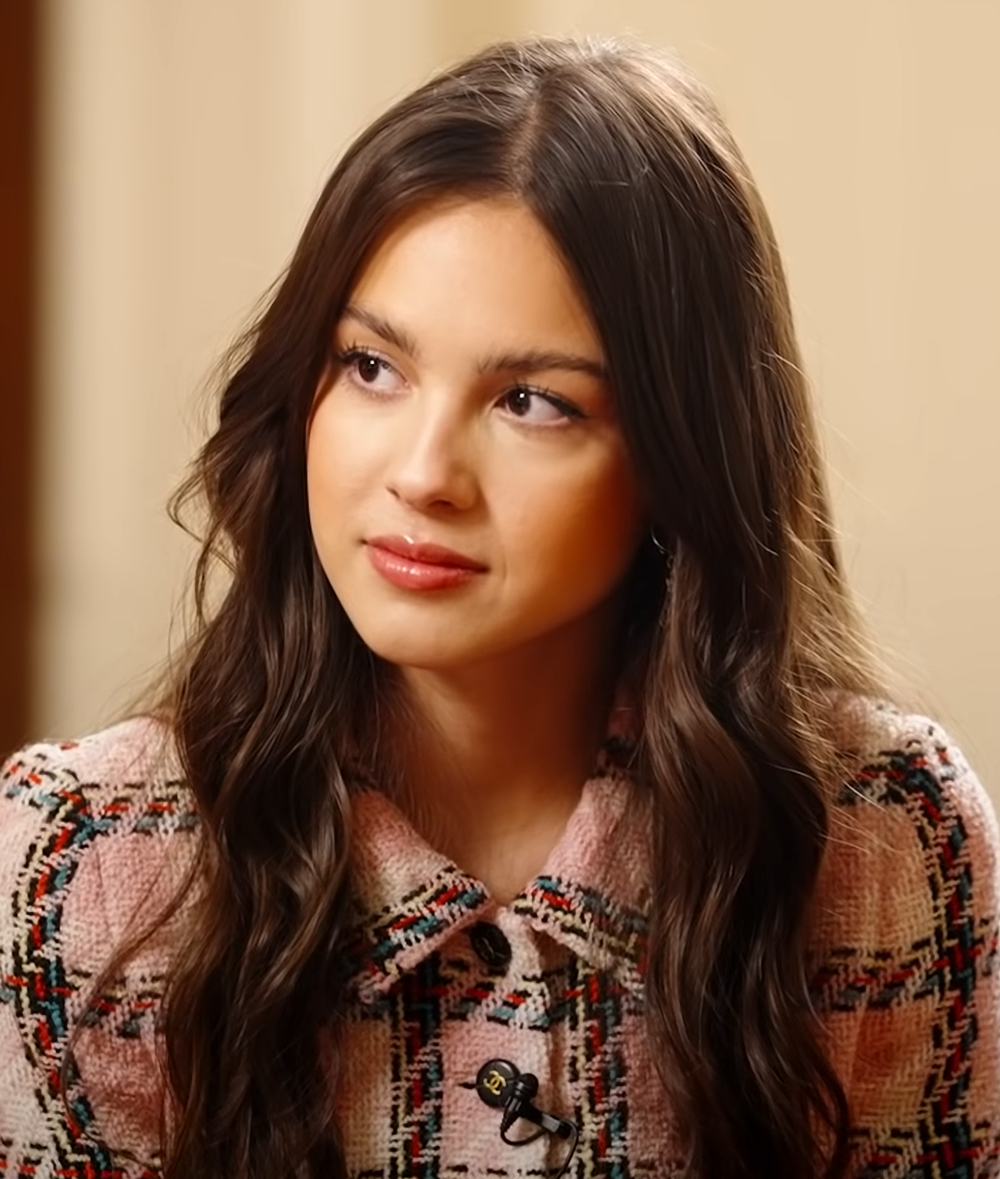
Olivia Rodrigo diventa l'artista più giovane di sempre a debuttare al primo posto della Hot 100 con Drivers License.

Di seguito è riportata la lista dei singoli al numero uno nella Billboard Hot 100 nel 2021.
La Billboard Hot 100 è una classifica musicale che considera le canzoni più di successo negli Stati Uniti. I dati sono redatti dalla compagnia Luminate Data e, in seguito, la classifica finale viene pubblicata settimanalmente dalla rivista Billboard. La classifica si basa sull'insieme delle vendite delle canzoni in forma fisica e digitale, il numero dei passaggi radio e gli streaming audio e video sulle piattaforme online.

24 artisti hanno raggiunto la numero uno della Hot 100 durante il 2021, dei quali nove — Olivia Rodrigo, Daniel Caesar, Giveon, Silk Sonic, Anderson .Paak, Polo G, The Kid Laroi e Jack Harlow — hanno ottenuto la prima numero uno della carriera. I BTS hanno ottenuto tre numero uno, mentre Olivia Rodrigo, Drake, Justin Bieber e Lil Nas X due ciascuno.
Il 2021 ha rappresentato il primo anno dal 1991 ad avere almeno 10 canzoni che hanno raggiunto la numero uno entro la fine di maggio.
I BTS sono stati gli artisti con il maggior numero di settimane in cima alla classifica, con 12 non consecutive delle quali 10 solamente grazie al singolo Butter che è divenuto il più longevo in vetta dell'anno.
Drivers License di Olivia Rodrigo è stata la canzone con la maggior permanenza alla prima posizione per un'artista femminile nel 2021, con otto settimane non consecutive in vetta alla classifica. Inoltre, grazie al debutto di Drivers License direttamente in prima posizione, Olivia Rodrigo è diventata l'artista più giovane di sempre a debuttare in cima alla Hot 100 (17 anni e 338 giorni).
Grazie a All Too Well (Taylor's Version), la cantante americana Taylor Swift ha battuto il record detenuto da 49 anni, dal singolo American Pie (1972) di Don McLean, per la canzone più lunga a raggiungere la numero uno della Hot 100, con la durata di 10 minuti e 13 secondi.
Levitating, singolo della cantante britannica Dua Lipa, ha ottenuto le migliori prestazioni generali del 2021, nonostante non abbia mai raggiunto la prima posizione della Billboard Hot 100. La canzone si è, infatti, classificata al primo posto della classifica di fine anno Billboard Year-End Hot 100. Inoltre, Levitating è la prima canzone a raggiungere la vetta della Year-End senza aver raggiunto la prima posizione della Hot 100 sin da Hanging by a Moment dei Lifehouse nel 2001.

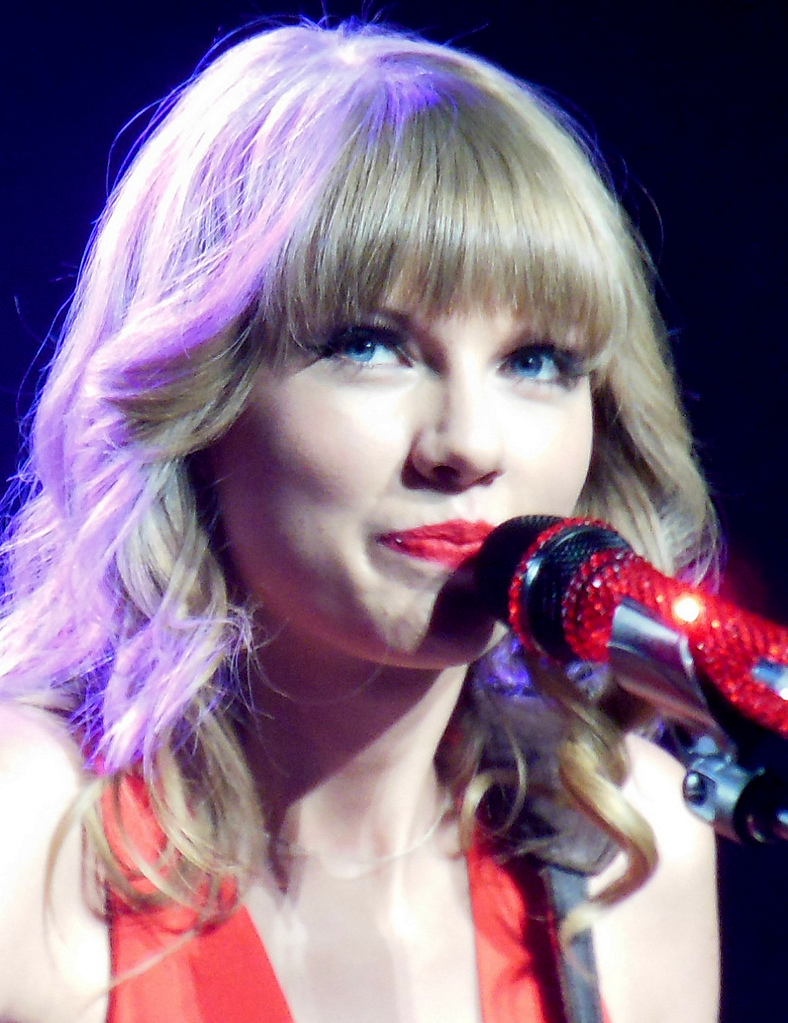
All Too Well (Taylor's Version) della cantante americana Taylor Swift è diventata la canzone più lunga (10m13s) della storia della Hot 100 a raggiungere la vetta della classifica.

## Hot 100

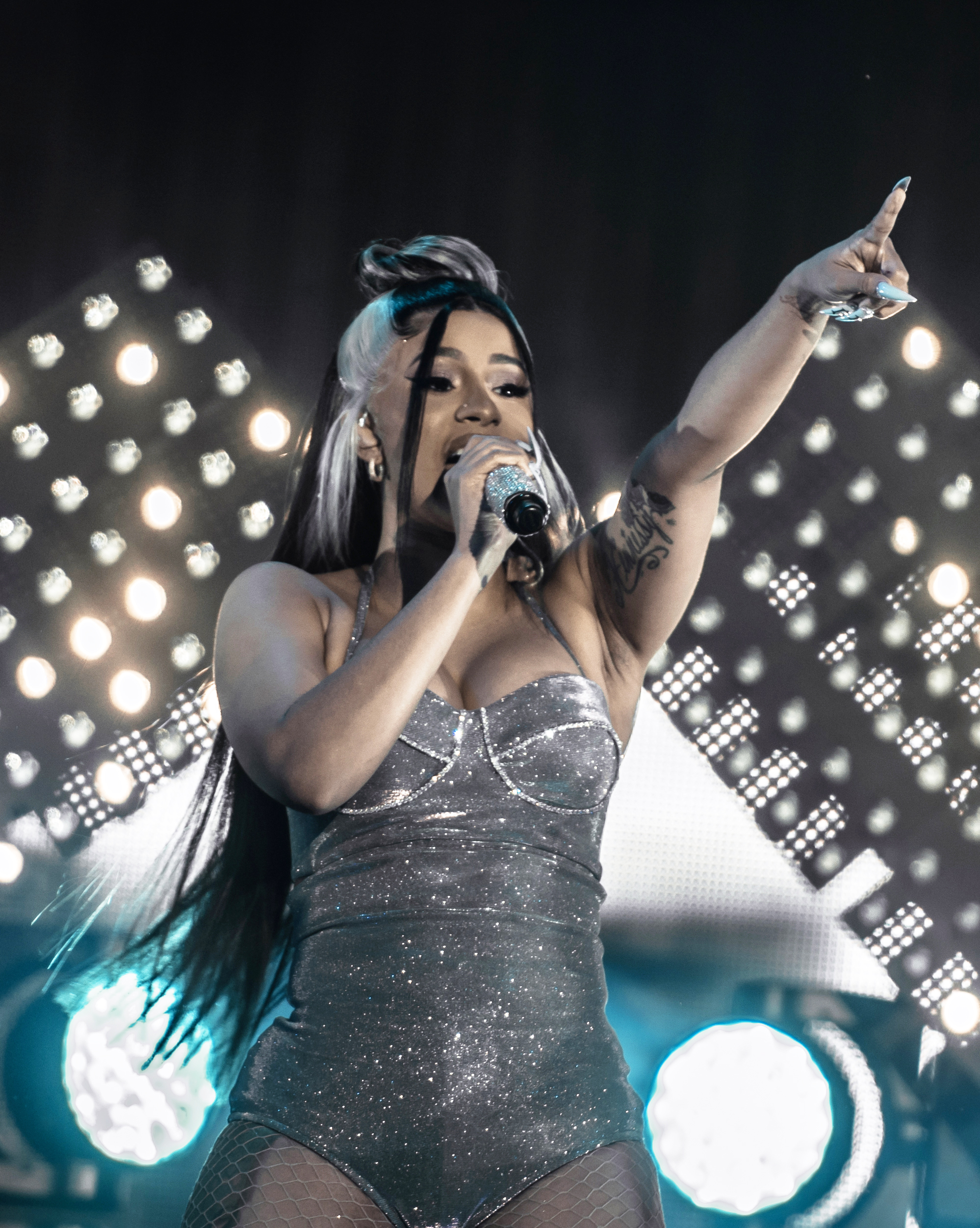
Cardi B estende il suo record di rapper donna con il maggior numero di singoli al primo posto, con Up che diventa il suo quinto singolo al vertice della classifica.

| † | La canzone con le migliori prestazioni del 2021 è stata Levitating di Dua Lipa, che ha raggiunto la numero 2 nella settimana del 22 maggio 2021 |

| Data         | Brano                           | Artista                                    | Totale settimane al numero 1 | Fonti  |
| ------------ | ------------------------------- | ------------------------------------------ | ---------------------------- | ------ |
| 2 gennaio    | All I Want for Christmas Is You | Mariah Carey                               | 18                           | [ 3 ]  |
| 9 gennaio    | Mood                            | 24kGoldn feat. Iann Dior                   | 8                            | [ 4 ]  |
| 16 gennaio   | Mood                            | 24kGoldn feat. Iann Dior                   | 8                            | [ 5 ]  |
| 23 gennaio   | Drivers License                 | Olivia Rodrigo                             | 8                            | [ 6 ]  |
| 30 gennaio   | Drivers License                 | Olivia Rodrigo                             | 8                            | [ 7 ]  |
| 6 febbraio   | Drivers License                 | Olivia Rodrigo                             | 8                            | [ 8 ]  |
| 13 febbraio  | Drivers License                 | Olivia Rodrigo                             | 8                            | [ 9 ]  |
| 20 febbraio  | Drivers License                 | Olivia Rodrigo                             | 8                            | [ 10 ] |
| 27 febbraio  | Drivers License                 | Olivia Rodrigo                             | 8                            | [ 11 ] |
| 6 marzo      | Drivers License                 | Olivia Rodrigo                             | 8                            | [ 12 ] |
| 13 marzo     | Drivers License                 | Olivia Rodrigo                             | 8                            | [ 13 ] |
| 20 marzo     | What's Next                     | Drake                                      | 1                            | [ 14 ] |
| 27 marzo     | Up                              | Cardi B                                    | 1                            | [ 15 ] |
| 3 aprile     | Peaches                         | Justin Bieber feat. Daniel Caesar & Giveon | 1                            | [ 16 ] |
| 10 aprile    | Montero (Call Me by Your Name)  | Lil Nas X                                  | 1                            | [ 17 ] |
| 17 aprile    | Leave the Door Open             | Silk Sonic                                 | 2                            | [ 18 ] |
| 24 aprile    | Rapstar                         | Polo G                                     | 2                            | [ 19 ] |
| 1º maggio    | Rapstar                         | Polo G                                     | 2                            | [ 20 ] |
| 8 maggio     | Save Your Tears                 | The Weeknd e Ariana Grande                 | 2                            | [ 21 ] |
| 15 maggio    | Save Your Tears                 | The Weeknd e Ariana Grande                 | 2                            | [ 22 ] |
| 22 maggio    | Leave the Door Open             | Silk Sonic                                 | 2                            | [ 23 ] |
| 29 maggio    | Good 4 U                        | Olivia Rodrigo                             | 1                            | [ 24 ] |
| 5 giugno     | Butter                          | BTS                                        | 10                           | [ 25 ] |
| 12 giugno    | Butter                          | BTS                                        | 10                           | [ 26 ] |
| 19 giugno    | Butter                          | BTS                                        | 10                           | [ 27 ] |
| 26 giugno    | Butter                          | BTS                                        | 10                           | [ 28 ] |
| 3 luglio     | Butter                          | BTS                                        | 10                           | [ 29 ] |
| 10 luglio    | Butter                          | BTS                                        | 10                           | [ 30 ] |
| 17 luglio    | Butter                          | BTS                                        | 10                           | [ 31 ] |
| 24 luglio    | Permission to Dance             | BTS                                        | 1                            | [ 32 ] |
| 31 luglio    | Butter                          | BTS                                        | 10                           | [ 33 ] |
| 7 agosto     | Butter                          | BTS                                        | 10                           | [ 34 ] |
| 14 agosto    | Stay                            | The Kid Laroi e Justin Bieber              | 7                            | [ 35 ] |
| 21 agosto    | Stay                            | The Kid Laroi e Justin Bieber              | 7                            | [ 36 ] |
| 28 agosto    | Stay                            | The Kid Laroi e Justin Bieber              | 7                            | [ 37 ] |
| 4 settembre  | Stay                            | The Kid Laroi e Justin Bieber              | 7                            | [ 38 ] |
| 11 settembre | Butter                          | BTS                                        | 10                           | [ 39 ] |
| 18 settembre | Way 2 Sexy                      | Drake feat. Future e Young Thug            | 1                            | [ 40 ] |
| 25 settembre | Stay                            | The Kid Laroi e Justin Bieber              | 7                            | [ 41 ] |
| 2 ottobre    | Stay                            | The Kid Laroi e Justin Bieber              | 7                            | [ 42 ] |
| 9 ottobre    | My Universe                     | Coldplay e BTS                             | 1                            | [ 43 ] |
| 16 ottobre   | Stay                            | The Kid Laroi e Justin Bieber              | 7                            | [ 44 ] |
| 23 ottobre   | Industry Baby                   | Lil Nas X e Jack Harlow                    | 1                            | [ 45 ] |
| 30 ottobre   | Easy on Me                      | Adele                                      | 10                           | [ 46 ] |
| 6 novembre   | Easy on Me                      | Adele                                      | 10                           | [ 47 ] |
| 13 novembre  | Easy on Me                      | Adele                                      | 10                           | [ 48 ] |
| 20 novembre  | Easy on Me                      | Adele                                      | 10                           | [ 49 ] |
| 27 novembre  | All Too Well (Taylor's Version) | Taylor Swift                               | 1                            | [ 50 ] |
| 4 dicembre   | Easy on Me                      | Adele                                      | 10                           | [ 51 ] |
| 11 dicembre  | Easy on Me                      | Adele                                      | 10                           | [ 52 ] |
| 18 dicembre  | Easy on Me                      | Adele                                      | 10                           | [ 53 ] |
| 25 dicembre  | All I Want for Christmas Is You | Mariah Carey                               | 18                           | [ 54 ] |

Note:
1. 1 2  Ha raggiunto il numero uno anche nel 2019, nel 2020, nel 2022, nel 2023, nel 2024 e nel 2025.
2. ↑  Ha raggiunto il numero uno anche nel 2020.
3. 1 2  Ha raggiunto il numero uno anche nel 2022.

## Top 10 Year-End 2021
Alla fine di ogni anno, Billboard pubblica una lista delle 100 canzoni che hanno avuto più successo nella Hot 100 durante l'anno di riferimento. Il periodo di riferimento non equivale a tutte le 52 settimane dell'anno ma, per il 2021, sono stati presi in considerazione i dati del periodo compreso tra il 21 novembre 2020 e il 13 novembre 2021. La classifica di fine anno Year-End 2021 è stata pubblicata il 2 dicembre 2021. Di seguito sono proposte le prime 10 posizioni della classifica di fine anno.
| #  | Brano                          | Artista/i                                  | Posizione massima | Fonti |
| -- | ------------------------------ | ------------------------------------------ | ----------------- | ----- |
| 1  | Levitating                     | Dua Lipa                                   | 2                 | [ 1 ] |
| 2  | Save Your Tears                | The Weeknd & Ariana Grande                 | 1                 | [ 1 ] |
| 3  | Blinding Lights                | The Weeknd                                 | 1                 | [ 1 ] |
| 4  | Mood                           | 24kGoldn feat. Iann Dior                   | 1                 | [ 1 ] |
| 5  | Good 4 U                       | Olivia Rodrigo                             | 1                 | [ 1 ] |
| 6  | Kiss Me More                   | Doja Cat feat. SZA                         | 3                 | [ 1 ] |
| 7  | Leave the Door Open            | Silk Sonic                                 | 1                 | [ 1 ] |
| 8  | Drivers License                | Olivia Rodrigo                             | 1                 | [ 1 ] |
| 9  | Montero (Call Me by Your Name) | Lil Nas X                                  | 1                 | [ 1 ] |
| 10 | Peaches                        | Justin Bieber feat. Daniel Caesar & Giveon | 1                 | [ 1 ] |